# Max d'Ollone

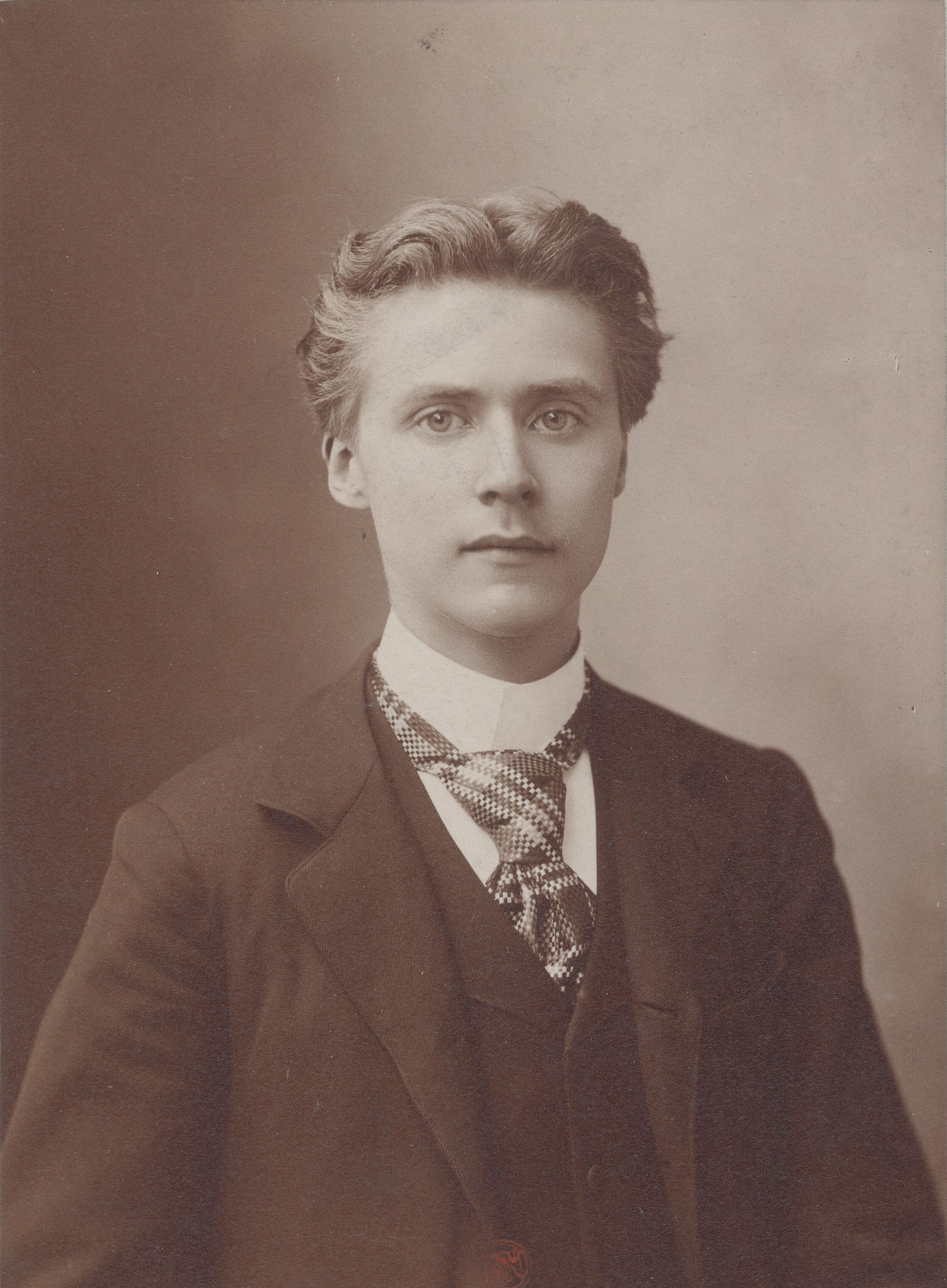

Maximilien "Max" Paul Marie Félix d'Ollone, född 13 juni 1875, död 1959, var en fransk tonsättare.
D'Ollonne studerade vid konservatoriet i Paris och verkade senare som lärare vid samma institution. Han skrev operor, pantomimer, symfoniska dikter med mera.